# Seznam letalskih asov španske državljanske vojne
Seznam letalskih asov španske državljanske vojne.
|  |  |

## Španija
| - Joaquin Garcia Morato y Castano - 40 - Julio Salvador Diaz Benzumea - 24 - Julio Salvador Diaz - 23 - Angel Salas Larrazabal - 22 - Manuel Vazquez Sagaztizobal - 22 - Andres Garcia La Calle - 21(11?) - Aristides Garcia Lopez - 17 - Manuel Aguirre Lopez - 16 | - Carlos Bayo Alexandri - 13 - Miguel Guerrero Garcia - 13 - Gonzalo Hevia - 12 - Miguel Garcia Pardo - 12 - Joaquin Velasco Fernandez - 11 - Jose Bravo Fernandez - 10 - Manuel Zarauza Clavier - 10 - Miguel Zamudio Martinez - 10 - ? Ramirez - 10 |

## DržavljaniZDApri španskih revolucionarjih
- Albert J. Baumler -                    8 (+5 WWII)
- Frank Tinker -                         8

### Državljani Jugoslavije (španski borci) na republikanski strani
- Božidar Petrović-Boško - 8
- Josip Križaj - 3

## Tretji rajh
| - Werner Mölders - 14 (+101 WWII ) 115 skupaj - Wolfgang Schellmann - 12 (+14 ) 26 - Harro Harder - 11 (+11 ) 22 - Peter Boddem- 10 - Reinhard Seiler - 9 (+100 ) 109 - Otto Bertram - 9 (+13 ) 22 - Wilhelm Ensslen- 9 (+9 ) 18 - Herbert Ihlefeld - 9 (+123 ) 132 - Walter Öesau - 9 (+117 ) 126 - Hans-Karl Mayer - 8 (+22 ) 30 - Herwig Knuppel - 8 (+3 ) 11 - Kraft Eberhardt- 8 ( ubit v boju, l.1936) - Horst Tietzen - 7 (+27 ) 34 - Wilhelm Balthasar - 6 /+1 verjetna (+41) 47 - Rolf Pingel - 6 (+22 ) 28 - Walter Grabmann - 6 (12 ) 18 - Kurt Rochel- 6 (+1 ) 7 - Herbert Schob - 6 (28 ) 34 - Gunther Lützow - 5 (+105 ) 110 - Joachim Schlichting- 5 (+3 ) 8 - Gothard Handrick- 5 (+5 ) 10 - Hannes Trautlof- 5 (+53 ) 58 - Wolfgang Lippert-5 (+25 ) 30 - Hubertus von Bonin- 4 (+73 ) 77 |

## Sovjetska zveza
Glejte glavni članek Seznam sovjetskih letalskih asov španske državljanske vojne.
- Stepan Suprun -                       15
- Vladimir Ivanovič Bobrov -                  13 (30 WWII)

## Belgija
- Rodolphe de Hemicourt de Grunne -     10 (3 WWII)